# Chrysiptera galba
Chrysiptera galba är en fiskart som först beskrevs av Allen och Randall, 1974.  Chrysiptera galba ingår i släktet Chrysiptera och familjen Pomacentridae. Inga underarter finns listade i Catalogue of Life.